# Haplophrentis
Genre

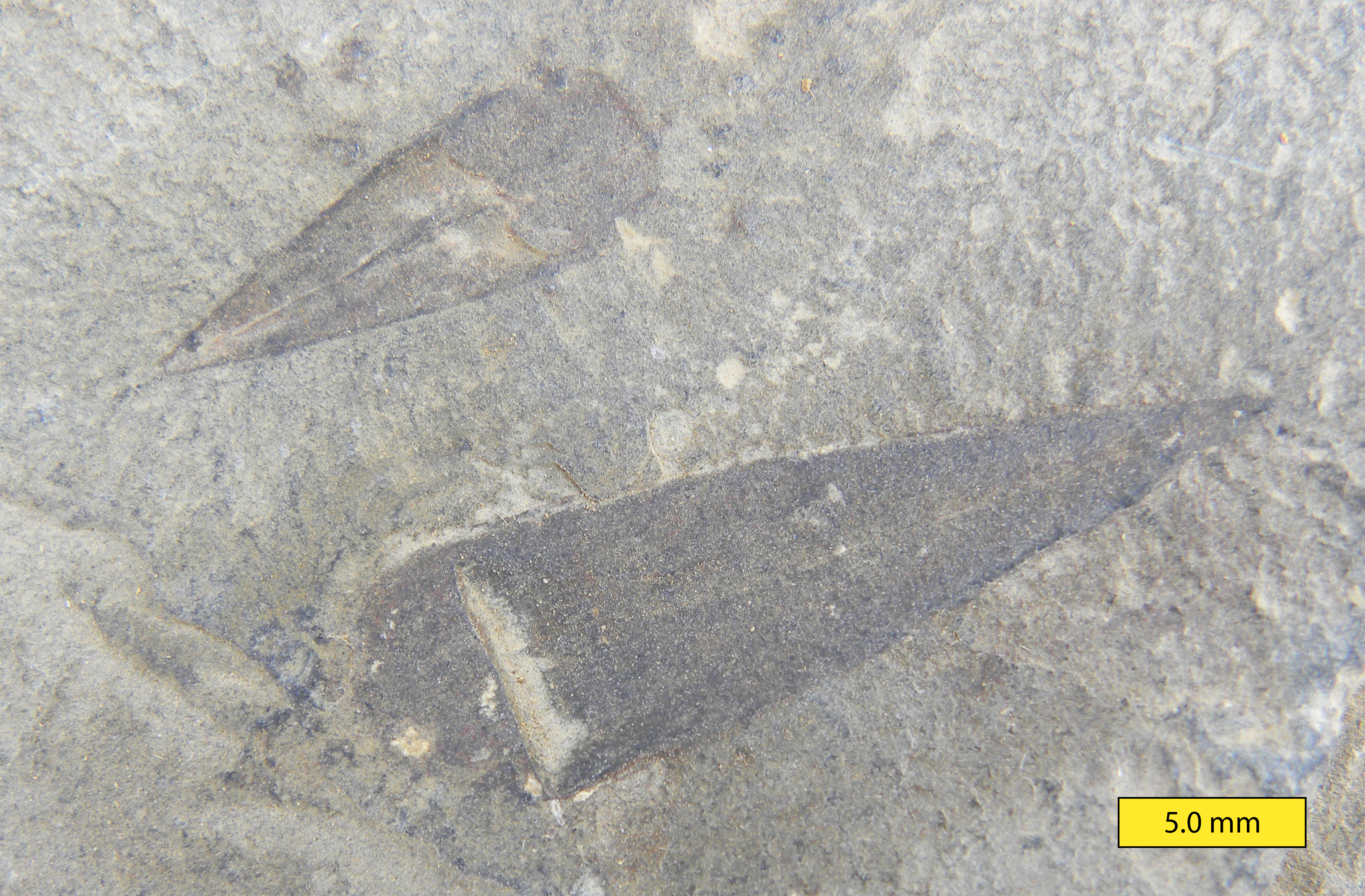
Fossiles d'Haplophrentis carinatus.

Haplophrentis est un genre éteint marin des schistes de Burgess datés du Cambrien moyen, il y a environ 505 Ma (millions d'années).

## Description
Il est composé de trois parties : Une longue, une plate, une en forme de coquille conique logeant le corps. Un petit couvercle (operculum) ferme l'embout avant. L’avant du corps est doté de deux appendices latéraux courbés (Charles Walcott a appelé ces bras latéraux « helens » d’après le prénom de sa fille). Vraisemblablement, les « helens » agissaient comme stabilisateurs pour maintenir le corps de l’animal dans les courants. Ils ont pu également servir d’avirons. L’animal s’alimentait de substances organiques dans la boue des fonds marins. Des spécimens ont été trouvés dans l'intestin d’Ottoia. Ces créatures étaient petites - d'une longueur d'environ 2 à 3 cm. Leur mode lent de locomotion faisait d’elles des proies faciles pour les prédateurs plus actifs. Leur morphologie peu commune rend difficile à tracer leurs affinités avec d'autres animaux, bien que quelques scientifiques les considèrent comme des mollusques.

## Liste desespèces
- † Haplophrentis carinatus (Matthew, 1899)
- † Haplophrentis reesei Babcock & Robison, 1988